# Голишев Юхим
Юхим (Єфим) Голишев (англ. Golyscheff, Golyschev, Golishiff, Golishev, 8 (20) вересня 1897, Херсон — 25 вересня 1970, Париж) — український композитор, скрипаль та художник. Був одним із перших відомих та визнаних композиторів додекафоністів.

## Біографія
Народився 8 (20) вересня 1897 року (за деякими даними 1885 року) у Херсоні в українській єврейській родині. Навчався в Одеському художньому училищі по класу скрипки. Як скрипаль бере участь у турне Одеського симфонічного оркестру по Росії, Польщі та Румунії.
1909 року разом із батьками, рятуючись від єврейських погромів, розпалюваних російськими урядовими структурами, виїхав до Берліна. Там навчався як скрипаль у Консерваторії Штерна. У цей же ж час знайомиться з ідеями Ферручіо Бузоні та італійськими футуристами. 1914 року Юхим Голишев створює струнне тріо під назвою «Zwölftondauer-Komplexe», що стає одним із перших у світі музичних творів, написаних у додекафонній техніці.
Після закінчення Першої Світової війни зближується з середовищем дадаїстів і стає одним із співзасновників «Листопадової групи».
У 1921 подією культурного життя Європи стає перше публічне виконання додекафонного твору для симфонічного оркестру — симфонічної поеми «Льодова пісня» Юхима Голишева.
Після приходу до влади в Німеччині нацистів виїздить спочатку до Португалії, а згодом до Бразилії. До Європи повертається вже на схилі віку. З 1966 року постійно мешкав у Парижі, де і помер 25 вересня 1970 року.

## Характеристика творчості
Музика займала провідну роль тільки в ранньому періоді його життя, приблизно до середини 1920-х років, коли її витіснило захоплення образотворчим мистецтвом. Проте і цього невеликого проміжку часу вистачило для реалізації ним двох значущих для історії музики ХХ століття речей: написання чи не першого твору в «чистій» дванадцятитоновій техніці — Струнного тріо (1914), і прем'єра першого додекафонного твору для симфонічного оркестру — «Льодової пісні» (1920). На жаль остання партитура була втрачена, тому тепер немає можливості по-справжньому оцінити достоїнства додекафонної техніки Ю. Голишева.
Така ж історія характерна для всіх інших творів композитора, за винятком Струнного тріо — єдиного опублікованого твору Ю. Голишева видавництвом Шлезінгера у 1925 році. Така несприятлива ситуація не дозволяє достатньо точно говорити про стиль музики композитора, його характерні риси що ставить його в потоці історії музики просто як «одного з перших», хто працював в додекафонному напряму.

### Струнне тріо (1914)
Видання «Струнного тріо» 1925 року має цікавий авторський підзаголовок: «Zwölftondauer-Komplexe» (дослівно «комплекс дванадцяти тонів і тривалостей»). Спроба організації не лише одного параметру — звуковисотності, але й ритмічної складової музичного твору показує далекоглядність експерименту композитора, оскільки А. Веберн прийшов до такого ж способу втілення серійної техніки через двадцять років, так і не встигнувши завершити ці починання через трагічну смерть. До того ж шляху звернуться на початковому етапі творчості і композитори «другої хвилі» авангарду в 1950-х роках.
Назви частин Струнного тріо (1914):
1. Mezzo-forte
2. Fortissimo
3. Piano
4. Pianissimo
5. Adagio

Як бачимо, назви чотирьох з п'яти частин циклу є характеристикою динаміки кожної з них. В цьому вирішенні відображається авангардистська позиція Ю. Голишева, яка через деякий час повною мірою проявилася в його діяльності як художника.
Трактування звукових комплексів та їх використання являє собою щось середнє між класичним варіантом додекафонії і системою синтетакордів М. Рославця.
Використання всіх дванадцяти тонів хроматичної системи в одному музичному уривку супроводжується постійною зміною цих комплексів, крім того, як і в техніці М. Рославця, немає чітко визначеного порядку використання (появи) цих дванадцяти тонів. Таке бачення дванадцятитоновості є одним із типових для раннього етапу сприйняття  додекафонії як розширеного варіанту тональності.
Ще однією ознакою традиційного трактування нової системи є численне використання у творі точної імітації в різних інструментів, що «ламало» раціональну природу цих побудов. Варто зазначити, що паралельно із цим шляхом подальшого розвитку теорії звуковисотних співвідношень існував протилежний, втілений у ранніх серійних творах А. Веберна, тут головним було використання однієї серії протягом всього твору, кількість звуків у серії спочатку була не настільки важливою і могла складати навіть три-чотири звуки. Щоправда, ознаки серіалізму все-таки присутні в «Струнному тріо».

В другій частині твору дванадцятизвучний комплекс умовно поділений на три тетрахорди, які почергово проводяться у трьох інструментах із певними змінами: в ракохідному русі, в інверсії:
- Файл:G123g1

Подібне поєднання традиції та новаторства присутнє і в ритмі «Струнного тріо». Вже із самого початку Ю. Голишев використовує той самий принцип організації: він вибирає дванадцять тривалостей, які не повторюються в межах одного комплексу. Щоправда, із одною значною відмінністю. Хроматична система все-таки обмежена лише дванадцятьма звуками, що сприяє певному характерному для всієї дванадцятитонової музики звучанню незалежно від порядку звуків у серії.

Що ж стосується ритму, то навіть із загальноприйнятого «набору» тривалостей від цілої до тридцять другої в сукупності із лігами можна вивести безліч варіантів тривалостей, тому вибір ритмічних одиниць в кожному комплексі «Струнного тріо» довільний. Пропонуємо зведену таблицю першого комплексу висот і тривалостей, яку подає у своїй дисертації Дж. Вівер:
- Файл:G123g2

Як бачимо, перший ритмічний комплекс має так само дванадцять значень (відповідно до кожного з дванадцяти звуків). Щоправда, таке співвідношення не буде зберігатись протягом всього твору: другий комплекс має лише вісім різних ритмічних значень, що є результатом імітації, а також витриманого акорду у всіх трьох інструментів всередині комплексу:
- Файл:G123g3

Цікавим є співвідношення між першим та другим ритмічними комплексами у V частині. Тут можна спостерігати ідентичність співвідношень тривалостей двох комплексів, якщо розташувати їх у порядку від довшої до коротшої чи навпаки (це буде єдиним способом їх штучної організації з аналітичною метою, оскільки, як вже було вище сказано, Ю. Голишев використовує елементи комплексу в довільному порядку).
З цієї знахідки можна зробити висновок про те, що другий комплекс походить від першого.
Як бачимо, назви чотирьох з п'яти частин циклу є характеристикою динаміки кожної з них. В цьому вирішенні відображається авангардистська позиція Ю. Голишева, яка через деякий час повною мірою проявилася в його діяльності як художника.
На жаль, історія не зберегла решти творів Ю. Голишева, тому важко визначити подальший напрям руху як композитора у сфері дванадцятитонової музики. Але, незважаючи на це, можна сміливо розглядати його «Струнне тріо» як важливий етап у становленні додекафонії, тим більше, що його автор передбачив на десяток років вперед деякі досягнення майстрів Нововіденської школи.

## Творчий доробок

### Камерно-інструментальні ансамблі
- Струнне тріо (1914)

### Для симфонічного оркестру
- «Льодові пісні» (1920)